# Autrac

Autrac este o comună în departamentul Haute-Loire, Franța. În 2009 avea o populație de 75 de locuitori.